# Lussac (Gironde)
Pour les articles homonymes, voir Lussac.
Lussac est une commune du Sud-Ouest de la France, située dans le département de la Gironde, en région Nouvelle-Aquitaine.

## Géographie

### Localisation
Commune située dans le vignoble de lussac-saint-émilion.

### Communes limitrophes
Les communes limuitrophes en sont Saint-Médard-de-Guizières au nord-nord-est, Petit-Palais-et-Cornemps au nord-est, Tayac à l'est, Puisseguin au sud-est, Montagne au sud-ouest, Les Artigues-de-Lussac à l'ouest-nord-ouest, et Abzac au nord-nord-ouest.
|                        | Abzac Saint-Médard-de-Guizières | Petit-Palais-et-Cornemps |
| Les Artigues-de-Lussac | Lussac                          | Tayac                    |
| Montagne               |                                 | Puisseguin               |

### Climat
Pour des articles plus généraux, voir Climat de la Nouvelle-Aquitaine et Climat de la Gironde.
Historiquement, la commune est exposée à un climat océanique aquitain.  
En 2020, Météo-France publie une typologie des climats de la France métropolitaine dans laquelle la commune est exposée à un climat océanique et est dans la région climatique  Aquitaine, Gascogne, caractérisée par une pluviométrie abondante au printemps, modérée en automne, un faible ensoleillement au printemps, un été chaud (19,5 °C), des vents faibles, des brouillards fréquents en automne et en hiver et des orages fréquents en été (15 à 20 jours).
Pour la période 1971-2000, la température annuelle moyenne est de 12,7 °C, avec une amplitude thermique annuelle de 14,9 °C. Le cumul annuel moyen de précipitations est de 863 mm, avec 11,6 jours de précipitations en janvier et 7 jours en juillet. Pour la période 1991-2020, la température moyenne annuelle observée sur la station météorologique la plus proche, située sur la commune de Saint-Émilion à 8 km à vol d'oiseau, est de 13,9 °C et le cumul annuel moyen de précipitations est de 798,1 mm,. Pour l'avenir, les paramètres climatiques de la commune estimés pour 2050 selon différents scénarios d’émission de gaz à effet de serre sont consultables sur un site dédié publié par Météo-France en novembre 2022.

## Urbanisme

### Typologie
Au 1er janvier 2024, Lussac est catégorisée commune rurale à habitat dispersé, selon la nouvelle grille communale de densité à sept niveaux définie par l'Insee en 2022.
Elle est située hors unité urbaine. Par ailleurs la commune fait partie de l'aire d'attraction de Libourne, dont elle est une commune de la couronne,. Cette aire, qui regroupe 24 communes, est catégorisée dans les aires de 50 000 à moins de 200 000 habitants,.

### Occupation des sols

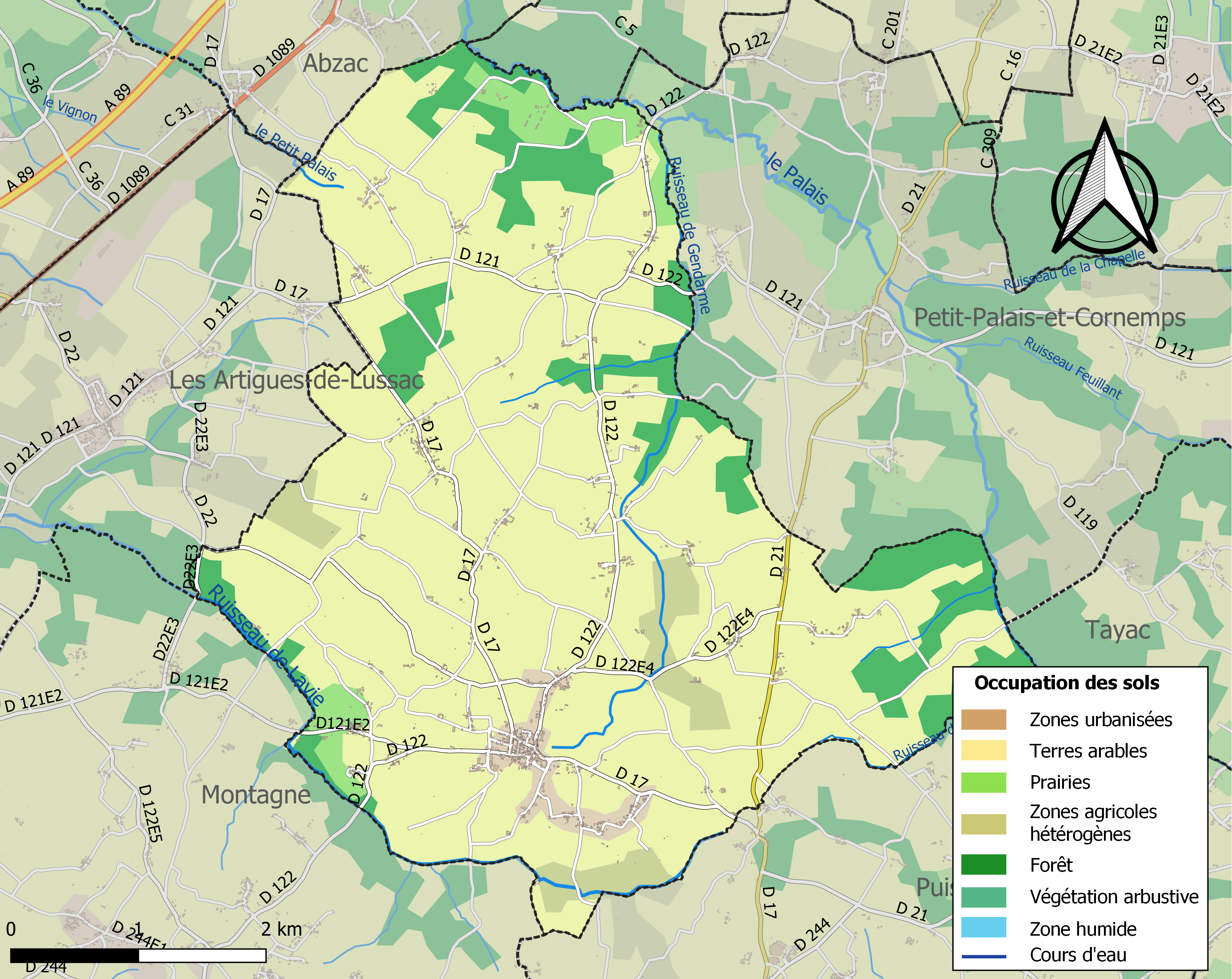
Carte des infrastructures et de l'occupation des sols de la commune en 2018 (CLC).

L'occupation des sols de la commune, telle qu'elle ressort de la base de données européenne d’occupation biophysique des sols Corine Land Cover (CLC), est marquée par l'importance des territoires agricoles (85,1 % en 2018), en diminution par rapport à 1990 (86,3 %). La répartition détaillée en 2018 est la suivante : 
cultures permanentes (78 %), forêts (12,7 %), zones agricoles hétérogènes (3,8 %), prairies (3,2 %), zones urbanisées (2,2 %). L'évolution de l’occupation des sols de la commune et de ses infrastructures peut être observée sur les différentes représentations cartographiques du territoire : la carte de Cassini (XVIIIe siècle), la carte d'état-major (1820-1866) et les cartes ou photos aériennes de l'IGN pour la période actuelle (1950 à aujourd'hui).

### Risques majeurs
Le territoire de la commune de Lussac est vulnérable à différents aléas naturels : météorologiques (tempête, orage, neige, grand froid, canicule ou sécheresse), inondations, mouvements de terrains et séisme (sismicité faible). Un site publié par le BRGM permet d'évaluer simplement et rapidement les risques d'un bien localisé soit par son adresse soit par le numéro de sa parcelle.
La commune a été reconnue en état de catastrophe naturelle au titre des dommages causés par les inondations et coulées de boue survenues en 1982, 1983, 1999 et 2009,.
Les mouvements de terrains susceptibles de se produire sur la commune sont des affaissements et effondrements liés aux cavités souterraines (hors mines) et des tassements différentiels. Par ailleurs, afin de mieux appréhender le risque d’affaissement de terrain, l'inventaire national des cavités souterraines permet de localiser celles situées sur la commune.

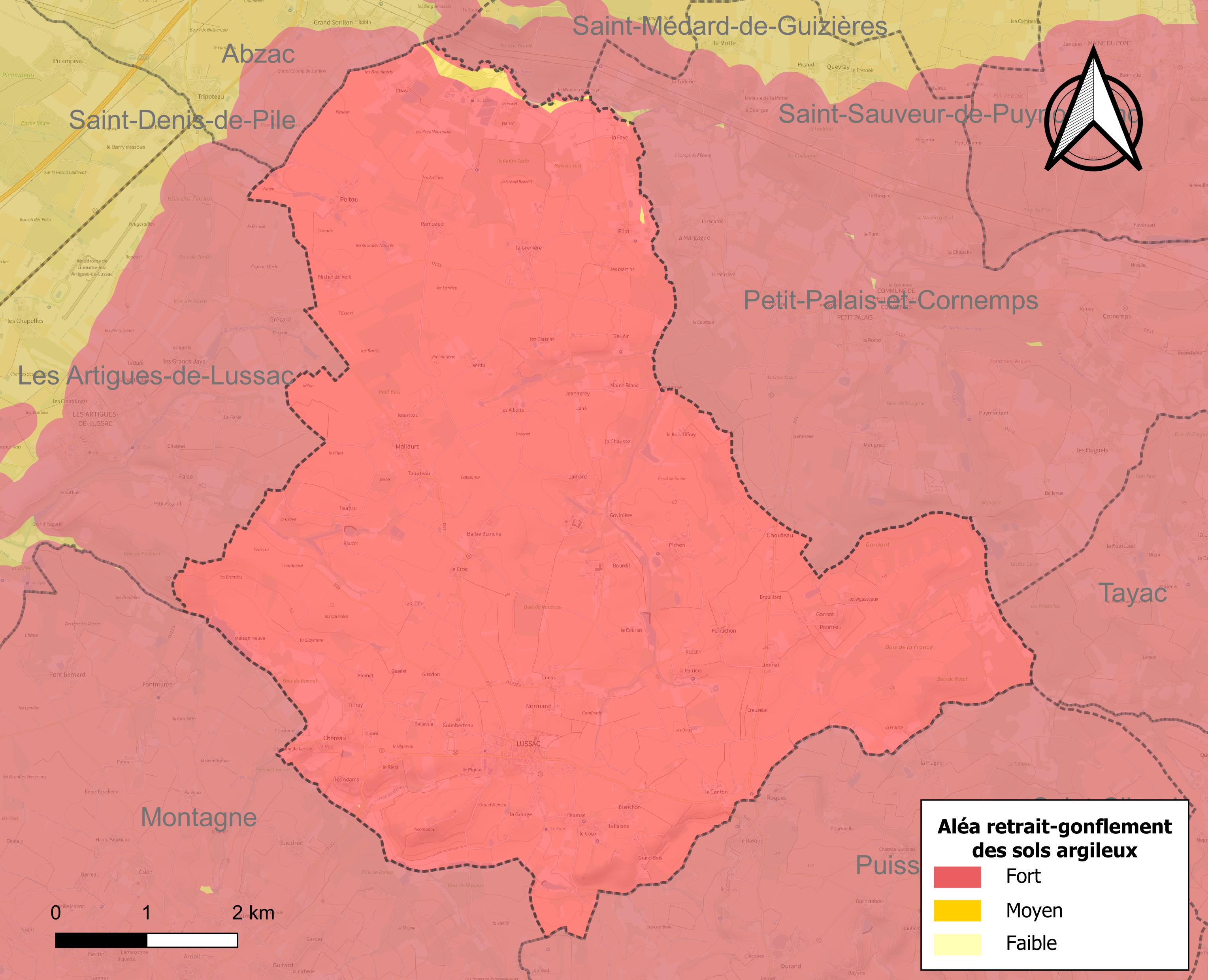
Carte des zones d'aléa retrait-gonflement des sols argileux de Lussac.

Le retrait-gonflement des sols argileux est susceptible d'engendrer des dommages importants aux bâtiments en cas d’alternance de périodes de sécheresse et de pluie. La totalité de la commune est en aléa moyen ou fort (67,4 % au niveau départemental et 48,5 % au niveau national). Sur les 633 bâtiments dénombrés sur la commune en 2019,  633 sont en aléa moyen ou fort, soit 100 %, à comparer aux 84 % au niveau départemental et 54 % au niveau national. Une cartographie de l'exposition du territoire national au retrait gonflement des sols argileux est disponible sur le site du BRGM,.
Par ailleurs, afin de mieux appréhender le risque d’affaissement de terrain, l'inventaire national des cavités souterraines permet de localiser celles situées sur la commune.
Concernant les mouvements de terrains, la commune a été reconnue en état de catastrophe naturelle au titre des dommages causés par la sécheresse en 1989, 2003, 2009, 2010 et 2017 et par des mouvements de terrain en 1999.

## Toponymie
Le nom de la commune de Lussac provient d'un nom de domaine gallo-romain basé sur l'anthroponyme Lucius.
En gascon, le nom de la commune, de graphie identique, se prononce [ly'sat].

## Histoire
À la Révolution, la paroisse Saint-Pierre de Lussac forme la commune de Lussac.
En 1869, une partie des communes de Lussac et de Montagne en sont séparées pour former la nouvelle commune des Artigues.

## Politique et administration

### Liste des maires
| Période                                  | Période    | Identité        | Étiquette | Qualité                                 |
| ---------------------------------------- | ---------- | --------------- | --------- | --------------------------------------- |
| Les données manquantes sont à compléter. |            |                 |           |                                         |
| 1790                                     | 01/04/1793 | M. Queyreau     |           |                                         |
| 02/04/1793                               | 31/10/1813 | M. Lavignerie   |           |                                         |
| 01/11/1813                               | 17/05/1816 | M. Eymerie      |           |                                         |
| 18/05/1816                               | 31/12/1831 | M. Drivet       |           |                                         |
| 01/01/1832                               | 31/12/1844 | M. Mouillac     |           | Notaire, conseiller d'arrondissement    |
| 01/01/1845                               | 15/06/1845 | M. Deymene      |           |                                         |
| 16/06/1845                               | 20/03/1848 | M. Chambarriere |           |                                         |
| 21/03/1848                               | 21/09/1853 | M. Deymene      |           |                                         |
| 22/09/1853                               | 30/12/1863 | M. Montouroy    |           |                                         |
| 31/12/1863                               | 30/12/1869 | M. Charmolue    |           |                                         |
| 31/12/1869                               | 03/10/1870 | M. Combret      |           |                                         |
| 04/10/1870                               | 28/05/1871 | M. Severac      |           |                                         |
| 29/05/1871                               | 31/01/1874 | M. Drivet       |           |                                         |
| 01/02/1874                               | 30/06/1876 | M. Mourret      |           |                                         |
| 01/07/1876                               | 16/03/1878 | M. Brieu        |           |                                         |
| 17/03/1878                               | 07/06/1884 | M. Jeansonnet   |           |                                         |
| 08/06/1884                               | 16/05/1896 | M. Leynier      |           |                                         |
| 17/05/1896                               | 31.10.1947 | Gustave Petit   |           | Docteur en médecine, Conseiller général |
|                                          |            |                 |           |                                         |
| 31/10/1947                               | 20/03/1965 | Maurice Teynac  |           |                                         |
| 21/03/1965                               | 27/03/1971 | Robert Vergniol |           |                                         |
| 28/03/1971                               | 08/07/1982 | Georges Delord  | PS        | Enseignant, Conseiller général          |
| 09/07/1982                               | 23/03/1989 | Jean Gaillard   | DVD       | Officier de gendarmerie                 |
| 24/03/1989                               | 23/06/1995 | Jean Abadie     | DVD       | Viticulteur                             |
| 24/06/1995                               | 22/03/2001 | Mme Laborie     | RPR       |                                         |
| 23/03/2001                               | 24/05/2020 | Martine Cruzel  | DVG       | Retraitée de la fonction publique       |
| 25/05/2020                               | 15/09/2024 | Dorothée Breton | SE        |                                         |

### Jumelages
- Lincent (Belgique)

## Population et société

### Démographie
L'évolution du nombre d'habitants est connue à travers les recensements de la population effectués dans la commune depuis 1793. Pour les communes de moins de 10 000 habitants, une enquête de recensement portant sur toute la population est réalisée tous les cinq ans, les populations de référence des années intermédiaires étant quant à elles estimées par interpolation ou extrapolation. Pour la commune, le premier recensement exhaustif entrant dans le cadre du nouveau dispositif a été réalisé en 2006.

En 2022, la commune comptait 1 146 habitants, en évolution de −9,69 % par rapport à 2016 (Gironde : +6,91 %, France hors Mayotte : +2,11 %).
| 1793  | 1800  | 1806  | 1821  | 1831  | 1836  | 1841  | 1846  | 1851  |
| ----- | ----- | ----- | ----- | ----- | ----- | ----- | ----- | ----- |
| 2 575 | 2 032 | 2 054 | 2 291 | 2 385 | 2 454 | 2 381 | 2 464 | 2 471 |

| 1856  | 1861  | 1866  | 1872  | 1876  | 1881  | 1886  | 1891  | 1896  |
| ----- | ----- | ----- | ----- | ----- | ----- | ----- | ----- | ----- |
| 2 512 | 2 520 | 2 640 | 1 872 | 1 910 | 1 832 | 1 721 | 1 705 | 1 811 |

| 1901  | 1906  | 1911  | 1921  | 1926  | 1931  | 1936  | 1946  | 1954  |
| ----- | ----- | ----- | ----- | ----- | ----- | ----- | ----- | ----- |
| 1 897 | 1 870 | 1 829 | 1 719 | 1 668 | 1 628 | 1 581 | 1 461 | 1 572 |

| 1962  | 1968  | 1975  | 1982  | 1990  | 1999  | 2006  | 2011  | 2016  |
| ----- | ----- | ----- | ----- | ----- | ----- | ----- | ----- | ----- |
| 1 505 | 1 556 | 1 425 | 1 428 | 1 414 | 1 333 | 1 303 | 1 302 | 1 269 |

| 2021  | 2022  | - | - | - | - | - | - | - |
| ----- | ----- | - | - | - | - | - | - | - |
| 1 184 | 1 146 | - | - | - | - | - | - | - |

### Enseignement
- École Georges-Delord, maternelle et primaire[29].
- Collège de Lussac pour les douze communes de l'ancien canton[30].

## Économie
La commune a une activité économique quasi exclusivement agricole orientée vers la viticulture et produit des crus AOC de saint-émilion.

## Culture locale et patrimoine

### Lieux et monuments
- L'église Notre-Dame de Lussac est un édifice d'architecture romane édifié au XIIe siècle, remanié au XIVe siècle, dévasté par les troupes huguenotes en 1587 et entièrement restauré dans la seconde partie du XIXe siècle avec l'ajout d'un clocher à flèche[31] selon les goûts du cardinal Donnet.
- Château de Lussac, édifié au cœur du village en 1876 pour Gascon Montouroy[32].
- Maison du vin, manoir édifié à la fin du XVIIIe siècle pour Paul Montouroy, devenu successivement mairie, gendarmerie, maison de justice, école privée avec une forge dans l’aile droite de l’édifice, théâtre et finalement propriété du syndicat viticole communal, à usage de lieu de dégustation et de promotion des vins de la commune, productrice de crus AOC de saint-émilion[33].
- Chateau de Bellevue, domaine viticole d'une quinzaine d'hectares[34].
- Au cœur d'un domaine viticole, à l'est du village, se trouvent les vestiges d'une villa gallo-romaine dite villa de Luccius dont le nom est à l'origine du nom de la commune[35].
- Lavoir double et fontaine du XIXe siècle[36].
- Mégalithe du tertre de Picampeau ayant servi à des rites sacrificiels celtiques[37].
- Château Latour Ségur

### Héraldique
| Blason de Lussac | Blason  | D’or aux trois perdrix au naturel.          |
| Blason de Lussac | Détails | Officiel, présent sur le site de la mairie. |

## Littérature
Lussac est le lieu où se déroule une grande partie de la pièce La Démonstration du Professeur Glomus de Jacques Aeschlimann (1946).